# Oratemnus navigator
Oratemnus navigator es una especie de arácnido del orden Pseudoscorpionida de la familia Atemnidae.

## Distribución geográfica
Se encuentra en la India y en Indonesia.